# Ellen Schöler
Ellen Schöler (Pseudonyme: Jella Karras, Ernest Riccard, Wimm Willborg, Eva Wittmund, * 16. Juni 1903 in Berlin; † 28. Februar 1984 in Nürtingen) war eine deutsche Schriftstellerin.

## Leben
Ellen Schöler lebte nach einem Studium der Malerei und Kunstgeschichte als freie Schriftstellerin in Zell am Main. Seit den 1950er Jahren veröffentlichte sie Romane und Erzählungen für Kinder und Jugendliche und gab Anthologien heraus.

## Werke

### Autorschaft
- Ihr Weg ging durch die Traumfabrik. Arena, Würzburg 1954
- Der Spuk auf dem Ringhof oder Die amerikanischen Heringe. Styria, Graz [u. a.] 1954
- Stippke und das Geheimfach. Arena, Würzburg 1954
- Das „verrückte“ Adelinum. Arena, Würzburg 1954
- Jo und die seltene Köchin. Arena, Würzburg 1955
- Das Mädchen und die Caballeros. Arena, Würzburg 1955
- Minnie und Löle in USA oder Das Geheimnis der unheimlichen Stimme. Styria, Graz [u. a.] 1955
- Oma Bemm. Styria, Graz [u. a.] 1955
- Reiselustige Annett', wohin? Arena, Würzburg 1956
- Fines großer Ausflug. Arena, Würzburg 1957
- Stunden unter uns. Arena, Würzburg 1958
- Unruhe um Katinka. Arena, Würzburg 1958
- Der Barbarazweig. Arena, Würzburg 1959
- Bewegtes Jahr mit Barbara. Arena, Würzburg 1959
- Schottische Romanze. Arena, Würzburg 1960
- Gott kommt zu dir. Arena, Würzburg 1961
- Das Bettpferd und das Schnarchgespenst und andere Geschichten, braven Kindern vor dem Einschlafen zu erzählen. Würzburg 1962
- Gefühle auf Raten. Arena, Würzburg 1962
- Der Mann mit dem Januskopf. Arena, Würzburg 1962 (unter dem Namen Ernest Riccard)
- Treffpunkt Rue de Rivoli. Arena, Würzburg 1962 (unter dem Namen Ernest Riccard)
- Herrn Brölles seltsame Reisen. Arena, Würzburg 1964 (unter dem Namen Eva Wittmund)
- Das Muschelbett. Arena, Würzburg 1964
- Der Weihnachtsapfel und andere Geschichten für die Advents- und Weihnachtszeit. Arena, Würzburg 1964
- Bakuku will nicht zum Mond. Arena, Würzburg 1965 (unter dem Namen Eva Wittmund)
- Gast aus der Vergangenheit. Arena, Würzburg 1965
- Der goldene Korb. Arena, Würzburg 1965
- Tanz auf dem Eis. Arena, Würzburg 1966
- Familienanschluß inbegriffen. Zettner, Würzburg 1969 (unter dem Namen Jella Karras)
- Herr Platsch ist kein Fisch. Arena, Würzburg 1969

### Herausgeberschaft
- Die Großen der Welt. Arena, Würzburg 1955 (herausgegeben zusammen mit Georg Popp)
- Zwischen Mitternacht und Hahnenschrei. Arena, Würzburg 1973 (herausgegeben unter dem Namen Wimm Willborg) ISBN 3-401-03657-2.
- Donnernde Hufe. Arena, Würzburg 1975 (herausgegeben unter dem Namen Wimm Willborg) ISBN 3-401-03735-8.
- Das kleine Weihnachtsbuch. Arena, Würzburg 1976, ISBN 3-401-01291-6.
- Freunde auf schnellen Pfoten. Würzburg 1977 (herausgegeben unter dem Namen Wimm Willborg) ISBN 3-401-03802-8.
- Der Geisterzug vom Marshall-Paß. Würzburg 1978 (herausgegeben unter dem Namen Wimm Willborg) ISBN 3-401-03849-4.
- Spuren verwehen im Sand. Würzburg 1980 (herausgegeben unter dem Namen Wimm Willborg) ISBN 3-401-03898-2.

### Übersetzungen
- Ann Sheldon: Linda und die Diamantenschmuggler. Würzburg 1968, DNB 458940925.